# Yttre Doliasjön
Yttre Doliasjön är en sjö i Lycksele kommun i Lappland och ingår i Öreälvens huvudavrinningsområde. Sjön har en area på 0,0963 kvadratkilometer och ligger 435,3 meter över havet. Sjön avvattnas av vattendraget Doliabäcken.

## Delavrinningsområde
Yttre Doliasjön ingår i det delavrinningsområde (716401-160080) som SMHI kallar för Mynnar i Granån. Medelhöjden är 465 meter över havet och ytan är 16,22 kvadratkilometer. Det finns inga avrinningsområden uppströms utan avrinningsområdet är högsta punkten. Doliabäcken som avvattnar avrinningsområdet har biflödesordning 3, vilket innebär att vattnet flödar genom totalt 3 vattendrag innan det når havet efter 205 kilometer. Avrinningsområdet består mestadels av skog (64 procent) och sankmarker (30 procent). Avrinningsområdet har 0,87 kvadratkilometer vattenytor vilket ger det en sjöprocent på 2 procent.